# Rhopaloscelis maculatus
Rhopaloscelis maculatus är en skalbaggsart som beskrevs av Bates 1877. Rhopaloscelis maculatus ingår i släktet Rhopaloscelis och familjen långhorningar.
Artens utbredningsområde är Taiwan. Inga underarter finns listade i Catalogue of Life.